# Ист Рокавеј (Њујорк)
Ист Рокавеј (енгл. East Rockaway) град је у америчкој савезној држави Њујорк.

## Демографија
По попису из 2010. године број становника је 9.818, што је 596 (-5,7%) становника мање него 2000. године.
| Група             | 2000.         | 2010.         |
| Белци             | 9.518 (91,4%) | 8.617 (87,8%) |
| Афроамериканци    | 64 (0,6%)     | 136 (1,4%)    |
| Азијати           | 178 (1,7%)    | 206 (2,1%)    |
| Хиспаноамериканци | 603 (5,8%)    | 788 (8,0%)    |
| Укупно            | 10.414        | 9.818         |